# Hugo Blanco

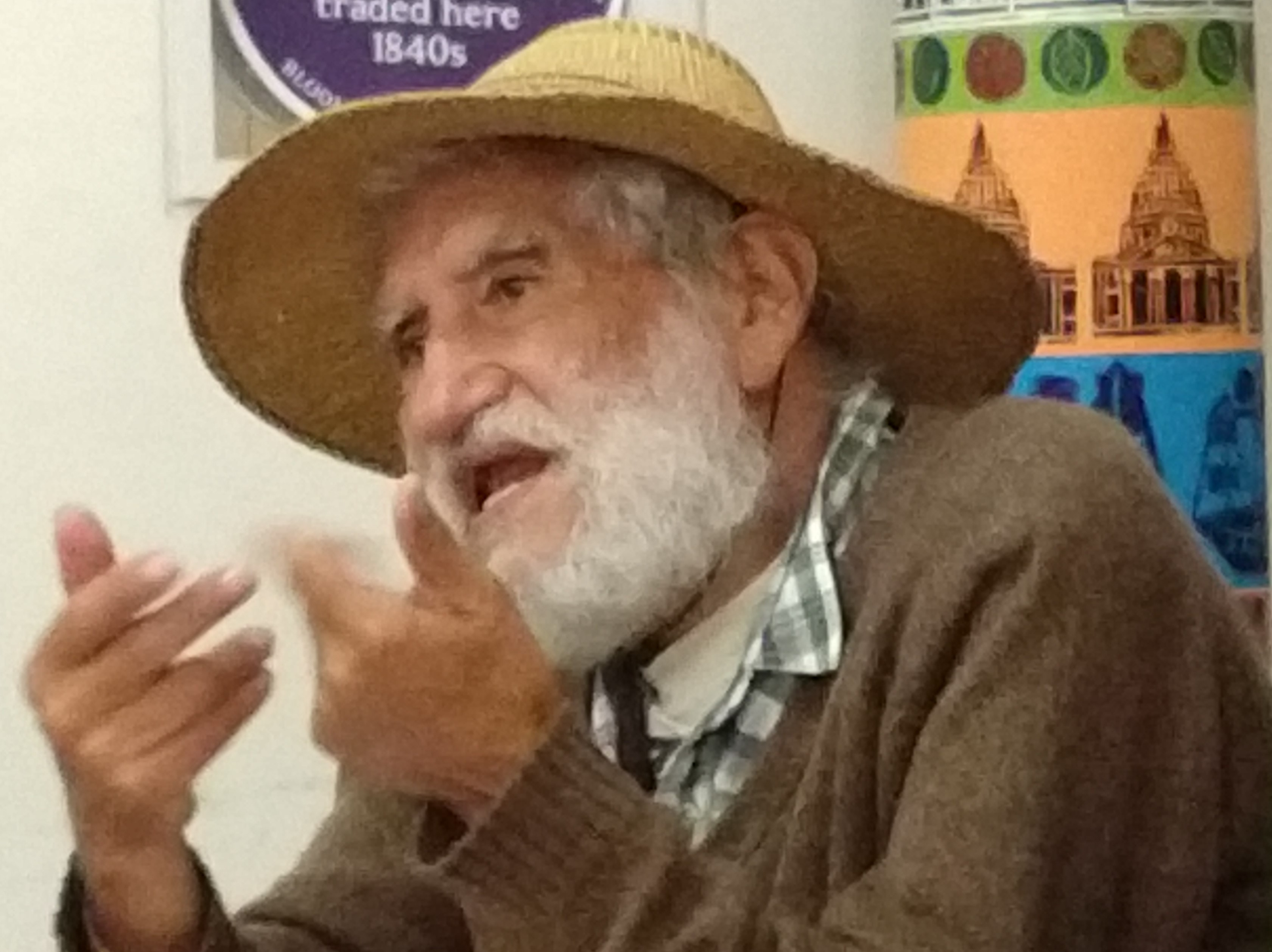
Hugo Blanco in 2019

Hugo Blanco Galdós (Cuzco, 15 november 1934 – 25 juni 2023) was een links Peruviaans politicus.
Tussen 1958 en 1962 organiseerde Blanco syndicaten voor de indiaanse boeren in de vallei van Convencion. Omdat hij ook zou hebben opgeroepen tot gewapend verzet werd hij opgesloten. Op 21 december 1970 kondigde de militaire regering van president Velasco amnestie af en kwam Blanco vrij. Hij werd gedeporteerd en vroeg asiel aan in Chili. Na de staatsgreep door Pinochet moest hij toevlucht zoeken in de Zweedse ambassade in Santiago. Hij kon in 1976 naar Zweden gesmokkeld worden.
In 1978 kon hij terugkeren naar Peru waar hij de Revolutionaire Arbeiderspartij oprichtte en in 1980 kandidaat was bij de presidentsverkiezingen.
Blanco overleed 88-jarige leeftijd.